# 1440年代
1440年代（せんよんひゃくよんじゅうねんだい）は、西暦（ユリウス暦）1440年から1449年までの10年間を指す十年紀。

## できごと

### 1441年
- 嘉吉の乱

### 1445年
- ポルトガル人により、ヴェルデ岬が発見される。

### 1449年
- 明で土木の変。皇帝英宗正統帝がオイラート・エセン・ハンの捕虜となる。景泰帝が第7代皇帝に即位。
- 足利義政が室町幕府第8代将軍となる。
- ティムール朝の第4代君主ウルグ・ベク暗殺される。